# Pedro de Heredia
Pedro de Heredia (Madrid, 1505 circa – Tarifa, 1554) è stato un militare, esploratore e conquistador spagnolo.

## Biografia
Secondo i cronisti dell'epoca nacque a Madrid in una famiglia nobile o perlomeno benestante probabilmente alla fine del XV secolo o all'inizio del XVI, i genitori erano Pedro de Heredia e Inés Fernández, aveva un fratello e una sorella, Alonso e Constanza de Heredia.
Nel 1516 contrasse matrimonio con Constanza Franca, dato fornito dalla moglie stessa nel contesto della causa intentata per abbandono. Costanza era una vedova benestante e aveva dei figli dal primo matrimonio, parte del patrimonio fu investito nelle iniziative di Pedro nel nuovo continente e questo portò alla denuncia e ad una vicenda giudiziaria durata decenni. Dall'unione nacque Antonio de Heredia che seguì il padre nelle sue iniziative.
Probabilmente intorno al 1520 durante un agguato a Madrid subì una ferita al naso e uccise tre dei suoi aggressori. Per sfuggire alle conseguenze riparò in America e giunse a Santo Domingo, capoluogo dell'isola di Hispaniola, qui fu nominato tenente sotto il comando di García de Lerma.
Secondo fonti nell'archivio di Siviglia nel 1522 era a Santo Domingo dove era armatore della nave Santa María de la Luz e si occupava di commerci tra Siviglia e l'isola, di questa attività rimangono lettere di procura e altri documenti. Nello stesso periodo risulta proprietario di uno zuccherificio che però non forniva sufficienti entrate, integrava quindi l'attività con frequenti spedizioni di salvataggio nelle Piccole Antille e traffici con gli indigeni delle isole. A Santo Domingo costruì una rete di relazioni con persone che sostennero o presero parte alle sue successive spedizioni e in particolare con Juan de Vadillo, oidor della Real Audiencia di Santo Domingo.
Fece parte della spedizione diretta nel Reino de Tierra Firme a Santa Marta la città recentemente fondata da Rodrigo de Bastidas (1525) e nel 1528 fu nominato luogotenente di Pedro de Vadillo a Santa Marta. 
Negli anni successivi Heredia replicò le attività già svolte a Santo Domingo, ricognizioni dei dintorni e contatti e scambi con gli indigeni. Da documentazione presente nell'Archivio Generale delle Indie risultano una serie di attività illecite tra cui frodi ai danni dell'erario, appropriazioni indebite e riduzione in schiavitù ai danni della popolazione locale. 
Nel maggio del 1530 si trovava in Spagna nel ruolo di esecutore testamentario di Pedro de Vadillo, morto nel corso di un naufragio. Approfittò delle sue buone relazioni a corte per reclamare gli stipendi arretrati di de Vadillo e per organizzare il rientro in America come governatore. Il documento che lo nominò governatore del territorio "dal Río Grande tra la provincia di Santa Marta e Cartagena fino al Río Grande di Urabá, compresi gli isolotti" è del 5 agosto del 1532.
Pedro de Heredia partì da Cadice alla fine del 1532 con una flotta composta da un galeone e due caravelle che trasportavano un centinaio di uomini, fece tappa a Santo Domingo dove imbarcò altri uomini, cavalli e corazze per difendersi dalle frecce degli indigeni. L'ultima tappa fu a Santa Marta dove venne imbarcata anche Catalina, la nativa americana che fungendo da interprete ebbe un ruolo importante nella colonizzazione della Colombia. Il 14 gennaio 1533 la flotta entrò nella baia di Cartagena dove gli spagnoli incontrarono una strenua resistenza da parte degli indigeni.
Una volta sconfitti gli indigeni Heredia individuò il luogo per fondare una nuova città che fu chiamata Cartagena de Indias in ricordo della Cartagena situata in Spagna. Le fonti sull'effettiva data di fondazione sono inesistenti o contraddittorie, sulla base delle lettere di Heredia al sovrano spagnolo la storiografia ha individuato come data il 1º giugno 1533.
Heredia fu governatore di Cartagena per tre mandati, 1533-1536, 1540-1544 e 1550-1554.  In questi anni si occupò della conquista del territorio e di spedizioni alla ricerca di ricchezze, viaggiò nel dominio Sinù e depredò quel popolo pacifico, saccheggiando le tombe adornate in oro e torturando gli indigeni per sapere dove fossero le miniere d'oro. In una seconda spedizione si addentrò nell'interno nell'attuale dipartimento colombiano di Antioquia, ma non trovò mai le ricche miniere d'oro.
Partecipò alla fondazione di alcuni centri abitati come San Sebastián de Buenavista e Santa Cruz de Mompox e ne organizzò la vita civile costituendo i consigli comunali e distribuendo terre agli abitanti. Non mancarono contrasti con altri conquistadores fra i quali Sebastián de Belalcázar.
Nel corso della sua carriera fu sottoposto a tre processi, il primo nel 1536 da 
Juan de Vadillo con accuse di appropriazione indebita, e di reati vari ai danni della popolazione indigena. Venne dichiarato innocente e reintegrato nella sua carica. 
Un secondo processo, con capi di imputazione simili avvenne nel 1544, la sentenza fu revocata, Heredia fu condannato all'esilio per un anno trascorso il quale rientrò a Cartagena con tutte le sue cariche. 
L'ultimo fu nel 1554 quando Juan de Maldonado lo accusò di accuse simili a quelle dei processi precedenti, la sentenza fu lasciata al Consiglio delle Indie, Heredia si imbarcò quindi per rientrare in Spagna. La nave su cui era imbarcato naufragò vicino alle coste di Tarifa, in Spagna.
Con la sentenza definitiva del 20 settembre 1558 il defunto governatore fu assolto da tutte le accuse.